# 11. SS-Panzerarmee
Pour les articles homonymes, voir 11e armée.
La 11. SS-Panzerarmee ou 11e SS- Panzerarmee en français : « 11e armée blindée SS — ou — 11e armée de panzers SS » (plus exactement le SS-Panzer-Armeeoberkommando 11) n'était guère plus qu'une armée de papier formée en février 1945 par Heinrich Himmler alors qu'il commandait le groupe d'armées Vistule. (L'armée était officiellement répertoriée comme la 11e armée, mais elle était également connue sous le nom de SS Panzer-Armeeoberkommando 11 et est souvent appelée dans les sources anglaises la 11e armée de panzers  SS.)
Selon l'historien militaire Antony Beevor, lors de la création de la 11e armée blindée SS, les unités disponibles pouvaient au mieux constituer un corps, mais l'appellation « l'armée blindée » — observe Hans-Georg Eismann — « sonne mieux ». Cela permit également à Himmler de promouvoir des officiers SS au rang d'état-major supérieur et de commandement sur le terrain au sein de la formation. L'Obergruppenführer Felix Steiner en fut nommé commandant.

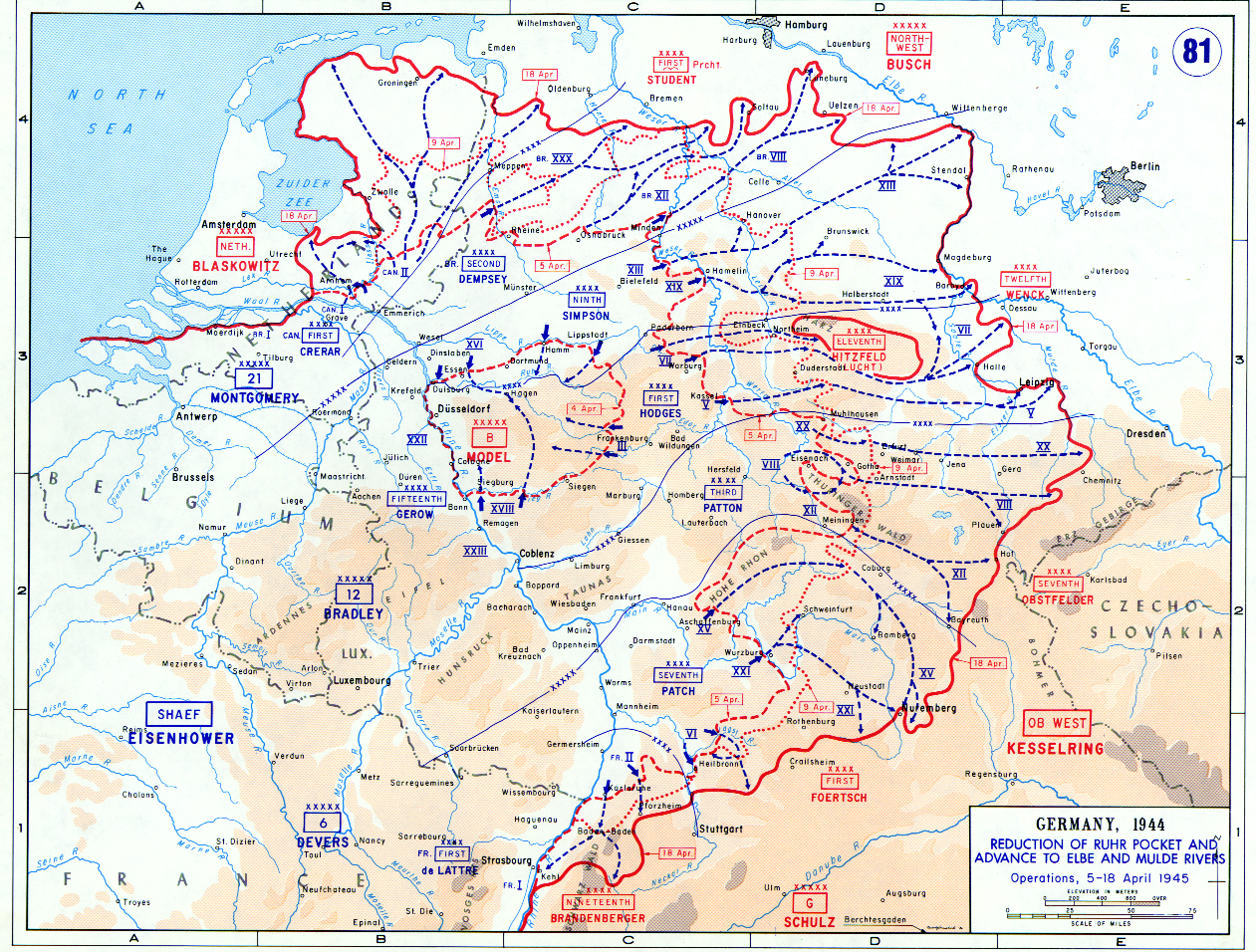
Situation au 18 avril 1945. Avec la destruction complète du groupe d'armées B dans la poche de la Ruhr à cette date, la 11e armée dans les montagnes du Harz (au centre à droite) devint la seule grande formation cohésive sur le front occidental capable d'offrir une résistance significative.

Après avoir participé à l'opération Solstice à l'est de l'Oder en février 1945, l'armée est affectée à l'Oberbefehlshaber West et réorganisée en mars 1945. De nombreuses unités autrefois subordonnées à la 11e armée blindée SS ont été transférées dans la 3e armée blindée et d'autres unités affectées à la 11e armée pour des opérations contre les Alliés.
Début avril, la 11e armée est chargée d'opérer à l'ouest de Kassel pour briser l'adversaire encerclant la poche de la Ruhr. Après avoir lancé quelques petites attaques désespérées et infructueuses contre la 3e armée américaine, la 11e armée se retire dans les montagnes du Harz.
Après avoir défendu la Weser et les montagnes du Harz, la 11e armée se rend aux Alliés le 21 avril 1945.

## Ordre de bataille

### Février 1945
Le 5 février, la 11e armée, subordonnée au groupe d'armées Vistule, se voit attribuer les unités suivantes:
- Corps groupé « Tettau » :
  - Koslin
  - Barwalde
- Xe corps SS
  -  5e division « Jäger »
  - Division N° 402
- Corps groupé « Munzel » :
  -  Führer Grenadier Brigade
  -  Führer-Begleit-Division
- 3e SS-Panzerkorps :
  - 281e division d'infanterie
  -  23e division SS Nederland
  - Division « Voigt »
  -  11e division SS Nordland
  -  27e division SS Langemarck
- XXXIXe corps de blindés
  -  4e division SS Polizei
  -  10e division blindée SS Frundsberg
  -  28e division SS Wallonien
  - Panzerdivision Holstein
- QG, Wehrkreis II en tant que commandement sur le terrain — niveau du corps (stellv. II) :
  - Région défensive de Swinemünde
  - Division « Deneké »
  -  9e division de parachutistes
- Commandement direct de l'armée
  -  163e division d'infanterie

### Mars 1945
Au 1er mars, la 11e armée, subordonnée au groupe d'armées Vistule, n'a aucune unité affectée.

### Avril 1945
Le 12 avril, la 11e armée est directement subordonnée à l'Oberbefehlshaber West et se voit attribuer les unités suivantes:
- LXVIIe corps d'armée :
  - Kampfgruppe Fellner
  - Division Ettner
  - Division Heidenreich
  - Division Grosskreuz
- IXe corps d'armée :
  -  26e division d'infanterie
  - 326e division d'infanterie
- LXVIe corps d'armée :
  -  277e division d'infanterie
  - Brigade SS Westfalen (en)
  -  9e division blindée
  -  116e division blindée